# 曲射火力

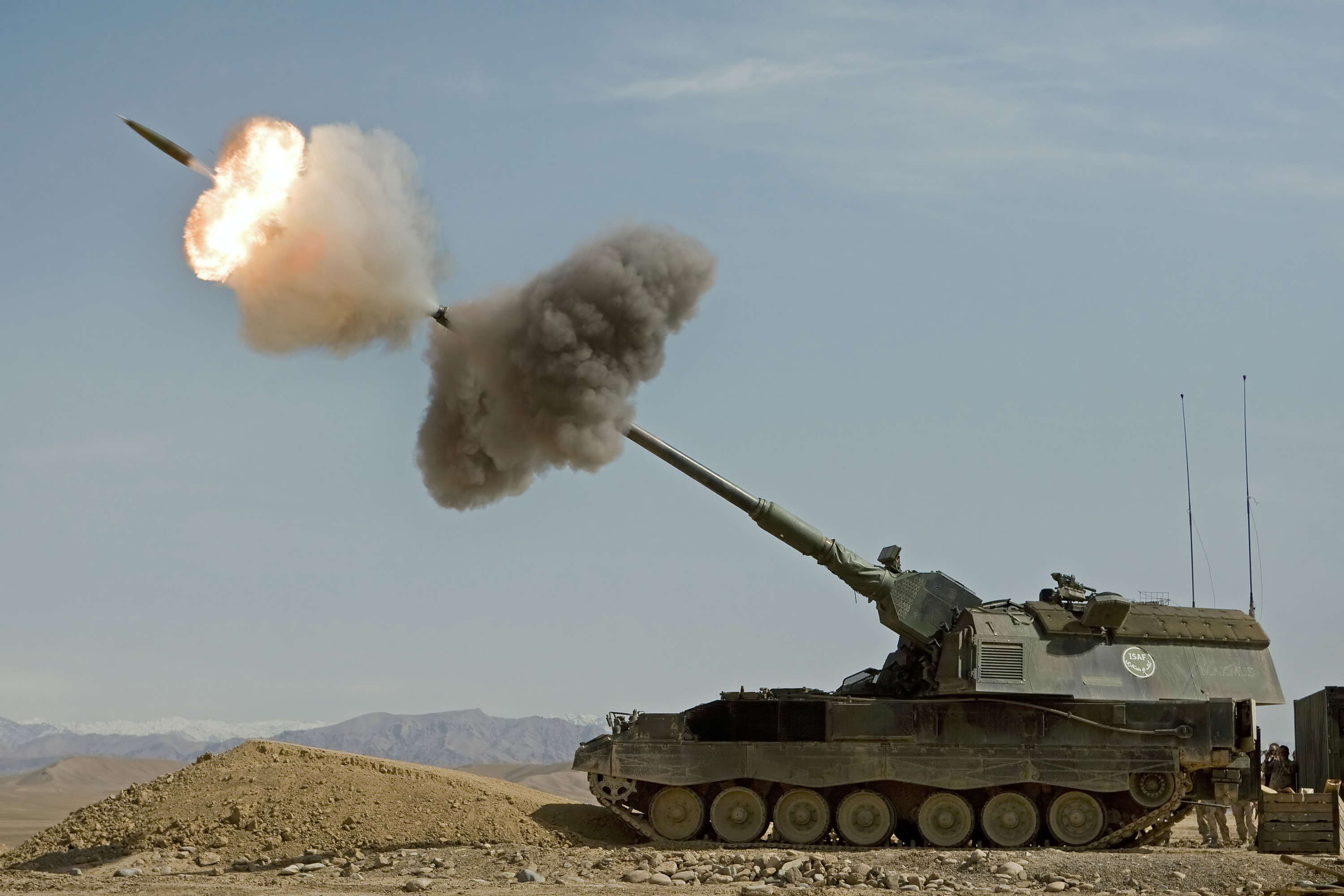
荷兰陆军的PzH2000自行榴弹炮在阿富汗进行曲射

曲射火力（indirect fire）是指任何用高曲率的抛射物轨迹打击处于武器指向的视野范围外的目标的射击火力。与直射火力相比，用于投送曲射火力的远射武器需要根据外部因素（重力、侧风、科氏力等）对弹道可能产生的影响进行仰角和方位角计算，通常和目标之间没有直接的视线而是依赖布置在其它位置的观察哨（observer或spotter）间接的提供弹道信息和校正，也因此不会暴露在对方的直接反击范围之内。
弹道曲度较高、导致弹体以接近垂直的角度落向目标的曲射火力称为坠射（plunging fire）。

## 历史

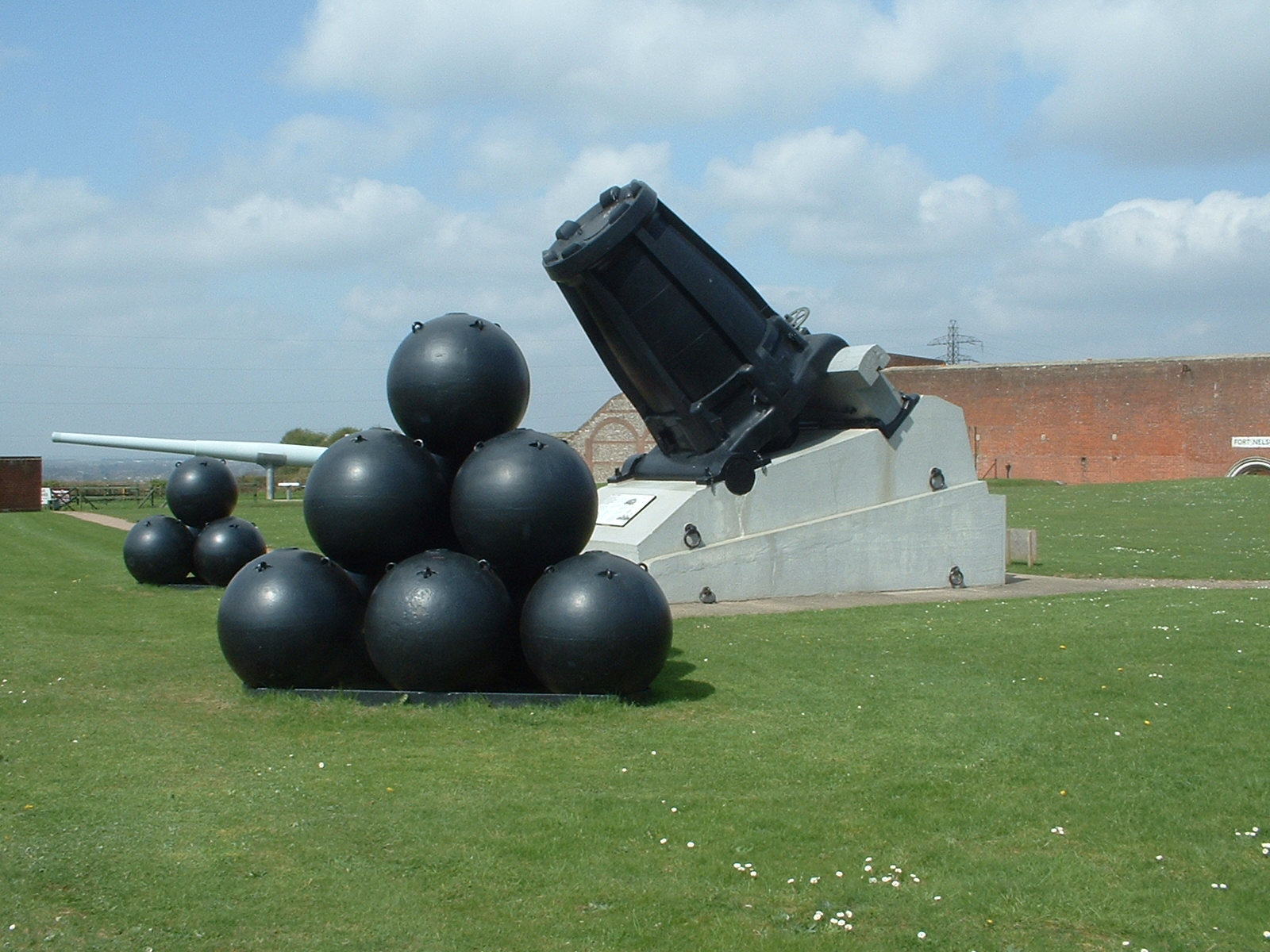
英国朴茨茅斯皇家兵械库收藏的马利特臼炮（Mallet's Mortar）

自古以来弓兵就有用曲射的方式对敌群进行打击和压制的战术。许多攻城武器因为当时的技术性能限制，也都是采用曲射的方式投放打击力。中世纪晚期出现的曲射臼炮在君士坦丁堡的陷落起到了一定作用，并且在近代早期使用了几个世纪之久。勃艮第公国也曾在战争中使用曲射火炮。在16世纪尼科洛·塔尔塔利亚发明了测斜仪后，火炮可以在不依赖直瞄的情况下进行布置。七年战争中，沙俄军队曾用火炮隔着树林轰击敌军目标。在滑铁卢战役中，英国皇家骑炮团最先开始用前哨观测指点榴霰弹曲射轰击法军。
现代曲射火炮始于19世纪晚期。1882年，沙俄的一个中校改进了曲射火炮布置的方式，但当时仍然缺乏测量方位角的仪器，直到1890年德国人发明可转机械瞄具解决了这个问题。在20世纪初期，英国人用配备了水平仪的望远镜式测角仪替换了机械瞄具，在第二次布尔战争期间就开始使用改进过的榴弹炮进行曲射。但是早期的测角仪因为固定在炮体上，需要瞄手身体来回转动，使用十分不便。1906年德国人发明出了潜望镜式的全景瞄具，也被英国和沙俄采用。这种设计直到20世纪后期更耐用可靠的陀螺仪出现后才被取代。

## 细节
任何远射武器的瞄准都需要考虑两个方面：

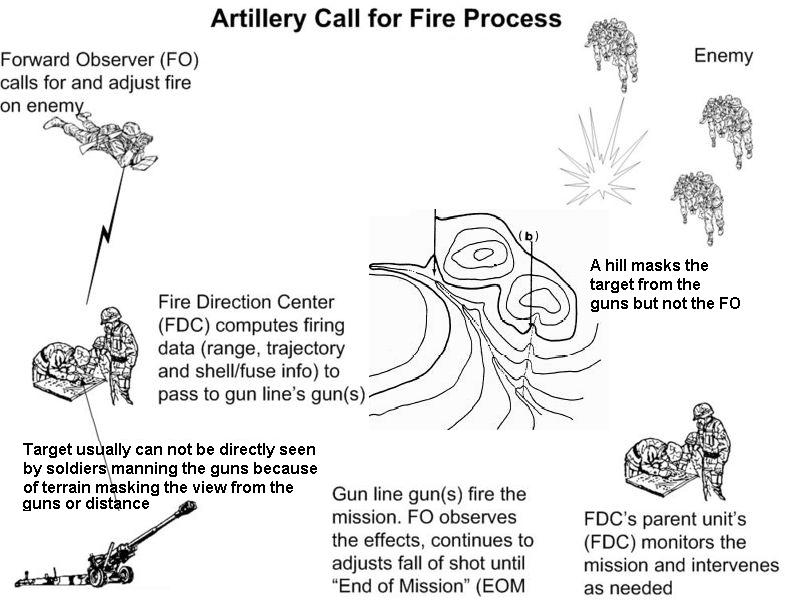
现代美军进行火炮呼叫和校正的方案展示

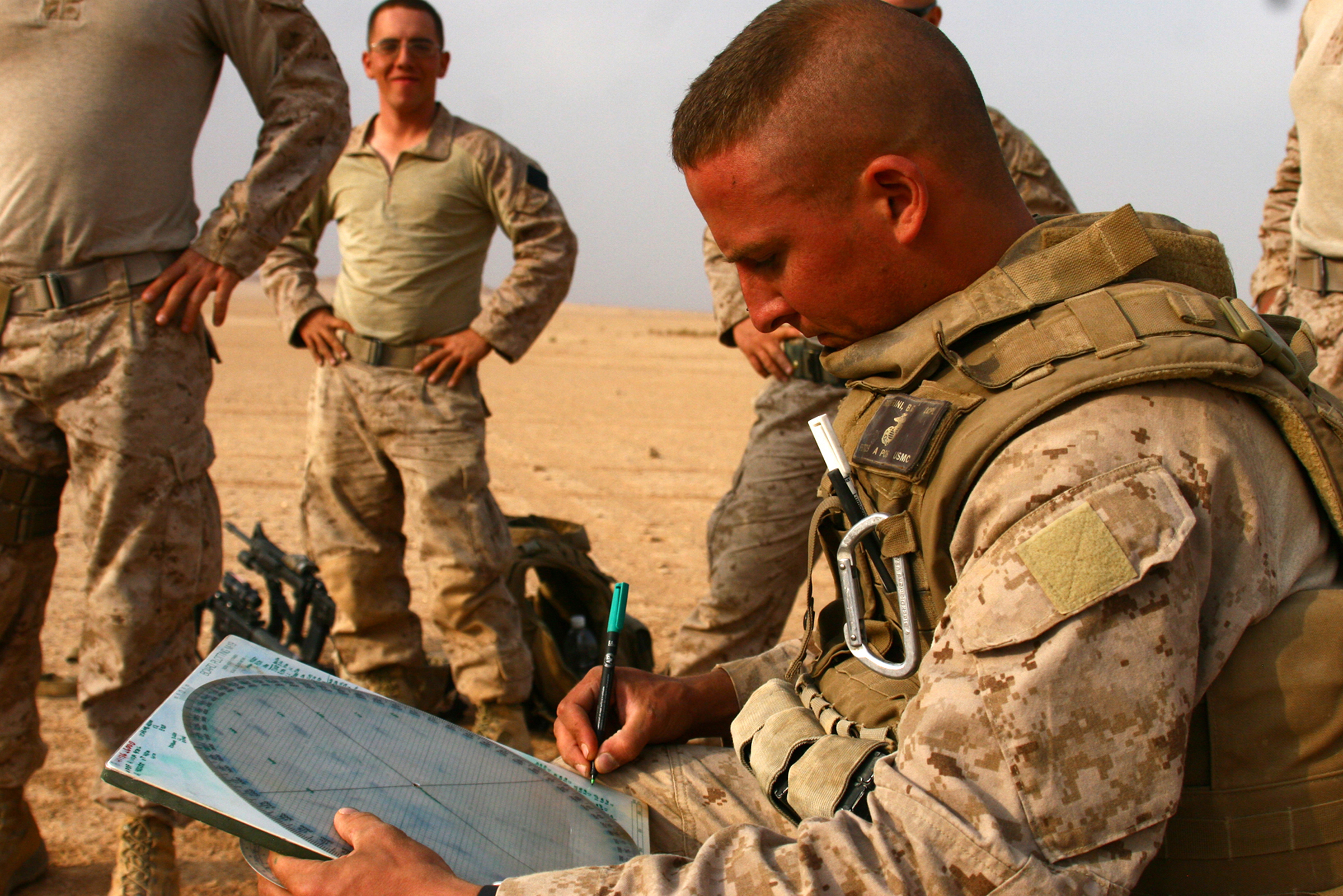
美国海军陆战队的士官进行迫击炮的射击角度和方向策划

- 水平面（方位角 azimuth）：主要必须考虑侧风和科氏力可能对弹道造成的横向偏移
- 垂直面（仰角 elevation）：主要必须在顾及重力和目标距离的情况下考虑相对高度、弹体质量和初速、空气密度和湿度（影响空气阻力）等因素可能对弹道造成的纵向偏移

北约对曲射火力的定义是“向瞄准者看不到的目标所投放的火力”（fire delivered at a target which cannot be seen by the aimer）。虽然有的目标仍然在直视范围内，只要炮口指向和弹道顶点不在视野中，仍然可以算成是曲射。理论上来说，45度仰角可以达到的射程最远。
曲射火力通常与野战相关。一些大口径舰炮（原本用来对其它舰艇进行直击）也可以用来对陆上目标进行远程曲射，为附近的陆军或两栖作战部队提供火力支援。曲射火力向来很重视隐蔽性，但从第一次世界大战开始能够将大量火力精准击中在统一目标区域实施饱和攻击的能力变得同样重要。特别是现代炮兵的射程增长后，每一个炮兵火力点可以投掷火力的战术范围变大，因此就需要能够更好的整合炮兵阵地间的指挥和管控。到了20世纪末期，普通火炮的最大射程基本上都可以达到24—30（15—19英里）——相比之下，一战时期只有8（5英里）。
早期曲射火力因为射程有限，通常会跟在前线部队后方不远处随行。在一战时期，因为火炮的射程加长，炮兵阵地可以在后方较远处仍然将火力覆盖到战场各处，但是也因此更加依赖通讯系统，否则将因为无法获得前方的观察信息。早期的观测信息是由地面的观测兵、侦查机或观测气球完成，后期电讯技术的普及使得火炮效率得到很大提高。进入21世纪后，无人机也可以被用来提供即时的观测信息。
因为曲射弹药的飞行时间更长，受大气情况的影响也更为严重，单发精度远远不如直射弹药，因此杀伤力比较依赖弹头的爆炸力。这也意味着曲射火力的目标针对性普遍低于直射火力，误击友军的风险也更高。考虑到炮火本身的弹道散布误差，加上单发炮击的有效杀伤半径，北约军队的火力支援会强调“危险近距”（danger close）的概念，也就是敌友位置之间少于这个距离，就有可能误伤友军。美国陆军和海军陆战队的作战教程中“危险近距”的范围定义通常是：
- 普通陆基火炮：600（660碼）
- 口径5英寸（130）以下的舰炮：750（820碼）
- 口径5英寸（130）以上的舰炮：1,000（1,100碼）
- 发射集束弹的16英寸（410）舰炮：2,000（2,200碼）
- 227毫米多管火箭系统：2,000（2,200碼）[12]